# 3818 Gorlitsa
3818 Gorlitsa eller 1979 QL8 är en asteroid i huvudbältet som upptäcktes den 20 augusti 1979 av den rysk-sovjetiske astronomen Nikolaj Tjernych vid Krims astrofysiska observatorium på Krim. Den har fått sitt namn efter den ukrainsk-sovjetiska konstnären och folkloristen Maria Rudenko (1915–2003).
Asteroiden har en diameter på ungefär åtta kilometer och den tillhör asteroidgruppen Nysa.